# Phoebe Waller-Bridge

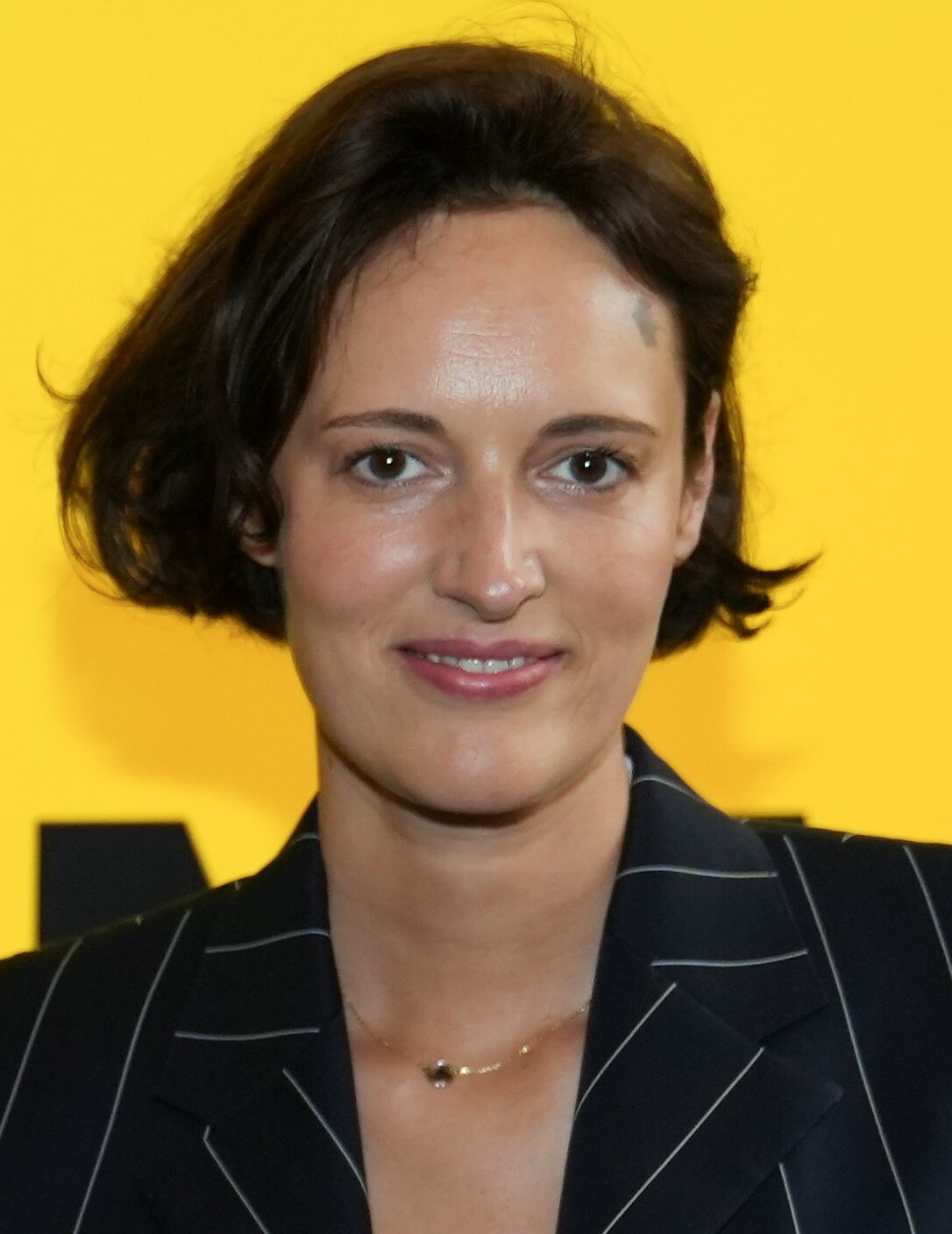
Phoebe Waller-Bridge (2023)

Phoebe Mary Waller-Bridge (* 14. Juli 1985 in London) ist eine britische Schauspielerin, Dramatikerin und Drehbuchautorin.

## Leben
Phoebe Waller-Bridge wurde 1985 als Tochter von Teresa Mary Waller-Bridge (geborene Clerke) und Michael Cyprian Waller-Bridge in London geboren. Ihre ältere Schwester Isobel Waller-Bridge (* 1984) ist als Komponistin tätig. Sie hat außerdem einen jüngeren Bruder (* 1987). Waller-Bridge wuchs im West-Londoner Stadtteil Ealing auf. Sie studierte an der Royal Academy of Dramatic Art.
2007 gründete sie mit Vicky Jones die DryWrite Theatre Company, deren Co-Artistic Director sie ist.
Waller-Bridge gab ihr Theaterdebüt 2009 im Stück Roaring Trade am Soho Theatre. Im selben Jahr hatte sie ihre erste Rolle in der Fernsehserie Doctors. 2011 hatte sie kleinere Nebenrollen in den Filmen Albert Nobbs und Die Eiserne Lady. Ihr Debüt am West End gab sie im Stück Hay Fever, bevor sie mit ihrer Rolle in Mydidae ihren endgültigen Durchbruch am Theater feierte. Von 2011 bis 2013 war Waller-Bridge in der Fernsehserie The Cafe zu sehen. Seit dem Jahr 2013 ist ihre Theatergruppe DryWrite, die sie co-leitet und für die sie als Dramatikerin Theaterstücke wie Fleabag geschrieben hat, Associate Company des Soho Theatre.
2015 folgte eine Rolle in der Serie Broadchurch. Im Jahr darauf war sie in den zwei Comedy-Serien Crashing und Fleabag zu sehen, für die sie auch die Drehbücher verfasst hatte. Letztere basierte auf ihrem gleichnamigen Theaterstück. Für Fleabag wurden Waller-Bridge zahlreiche Auszeichnungen zuteil, darunter 2017 der British Academy Television Award als beste Darstellerin, der British Screenwriters’ Award und der Darstellerpreis des Festival de Télévision de Monte-Carlo (2017). 2019 wurde Fleabag mit sechs Emmys ausgezeichnet, darunter als beste Comedyserie sowie Waller-Bridge als Hauptdarstellerin und Drehbuchautorin.
Die seit 2018 ausgestrahlte Serie Killing Eve wurde von Waller-Bridge, basierend auf den Villanelle-Romanen des Autors Luke Jennings, entwickelt.
Für den Film James Bond 007: Keine Zeit zu sterben wurde sie von Hauptdarsteller Daniel Craig als Drehbuchautorin empfohlen und sollte vor allem die Dialoge der weiblichen Rollen verantworten. Später wurde ihr Anteil am Drehbuch vergrößert und sie selbst Berichten zufolge für den noch unbetitelten 26. James-Bond-Film als Drehbuchautorin verpflichtet.
Nach dem Erfolg von Fleabag unterschrieb sie 2019 bei Amazon einen exklusiven Vertrag über drei Jahre.
Sie war von 2014 bis 2018 mit dem Dokumentarfilmer und Fernsehmoderator Conor Woodman verheiratet. Seit dem Frühjahr 2018 ist sie mit dem Dramatiker Martin McDonagh liiert. Waller-Bridge lebt in London.

## Filmografie (Auswahl)
Schauspielerin
- 2009: Doctors (Fernsehserie, Episode 11x69 Chef’s Secret)
- 2010: How Not to Live Your Life – Volle Peilung (How Not to Live Your Life, Fernsehserie, Episode 3x03 Don’s Posh Weekend)
- 2011: The Night Watch (Fernsehfilm)
- 2011: Albert Nobbs
- 2011: Die Eiserne Lady (The Iron Lady)
- 2011–2013: The Cafe (Fernsehserie, 13 Episoden)
- 2013: Bad Education (Fernsehserie, Episode 2x05 Drugs)
- 2013: Blandings (Fernsehserie, Episode 2x07 Custody of the Pumpkin)
- 2014: Glue (Miniserie, 2 Episoden)
- 2015: Broadchurch (Fernsehserie, 8 Episoden)
- 2015: Es ist kompliziert..! (Man Up)
- 2015: Flack (Fernsehfilm)
- 2016: Crashing (Fernsehserie, 6 Episoden)
- 2016–2019: Fleabag (Fernsehserie, 12 Episoden)
- 2017: Goodbye Christopher Robin
- 2018: Solo: A Star Wars Story
- 2021: Staged (Fernsehserie, Episode 2x07 The Loo Reclus)
- 2020: Run (Fernsehserie, 3 Episoden)
- 2023: Indiana Jones und das Rad des Schicksals (Indiana Jones and the Dial of Destiny)
- 2024: IF: Imaginäre Freunde (IF, Stimme)

Drehbuch
- 2016: Crashing (Fernsehserie, 6 Episoden)
- 2016–2019: Fleabag (Fernsehserie, 12 Episoden)
- 2018: Killing Eve (Fernsehserie, 32 Episoden)
- 2021: Keine Zeit zu sterben (No Time to Die)

## Theater (Auswahl)
- 2009: Roaring Trade (Soho Theatre)
- 2009: 2nd May 1997 (The Bush Theatre)
- 2009: Rope (Almeida Theatre)
- 2010: Like A Fishbone (The Bush Theatre)
- 2010: Tribes (Royal Court Theatre)
- 2011: Hay Fever (Noël Coward Theatre)
- 2012: Mydidae (Soho Theatre/Trafalgar Studios)
- 2013: Fleabag (Soho Theatre)
- 2013: The One (Soho Theatre)

## Auszeichnungen und Nominierungen (Auswahl)

### Emmys
- 2018: Nominierung in der Kategorie „Bestes Drehbuch bei einer Dramaserie“ für Killing Eve
- 2019: Beste Hauptdarstellerin – Comedyserie für Fleabag
- 2019: Bestes Drehbuch bei einer Comedyserie für Fleabag
- 2020: Nominierung in der Kategorie „Outstanding Drama Series“ für Killing Eve[13]

### Golden Globe Awards
- 2020: Beste Serien-Hauptdarstellerin – Komödie/Musical für Fleabag

### Critics’ Choice Television Awards
- 2016: Nominierung in der Kategorie „Beste Hauptdarstellerin in einer Comedyserie“ für Fleabag
- 2020: Beste Hauptdarstellerin in einer Comedyserie für Fleabag[14]

### British Academy Television Awards
- 2017: Beste weibliche Comedy Leistung für Fleabag[15]
- 2020: Nominierung in der Kategorie „Beste weibliche Comedy Leistung“ für Fleabag[16]

### Andere Auszeichnungen
- 2013: Critics’ Circle Theatre Award: Vielversprechendste Dramatikerin für Fleabag
- 2019: Satellite Award: Beste Darstellerin in einer Serie – Komödie/Musical für Fleabag[17]